# Penela (Monforte de Lemos)
Penela (llamada oficialmente Santa María da Penela) es una parroquia y una aldea española del municipio de Monforte de Lemos, en la provincia de Lugo, Galicia.

## Límites
Limita al norte con las parroquias de Monte, al este con Villamarín, al sur con Marcelle y al oeste con Nocedas.

## Organización territorial
La parroquia está formada por diez entidades de población, constando nueve de ellas en el nomenclátor del Instituto Nacional de Estadística español:

### Entidades de población
Entidades de población que forman parte de la parroquia:
- A Penela
- As Pereiras
- Cabana (A Cabana)
- Fontela (A Fontela)
- Morade Pequeño (O Morade Pequeno)
- O Campiño
- O Rosal
- Pacios
- Rubina (A Rubina)

### Despoblado
Despoblado que forma parte de la parroquia:
- A Veiga

## Demografía

### Parroquia
| Gráfica de evolución demográfica de Penela (parroquia) entre 2000 y 2020 |
|                                                                          |
| Datos según el nomenclátor publicado por el INE.                         |

### Aldea
| Gráfica de evolución demográfica de A Penela (aldea) entre 2000 y 2020 |
|                                                                        |
| Datos según el nomenclátor publicado por el INE.                       |